# Alangium tonkinense
Alangium tonkinense là một loài thực vật có hoa trong họ Cornaceae. Loài này được Gagnep. miêu tả khoa học đầu tiên năm 1950.